# Aurelia Nowicka
Aurelia Anna Nowicka (ur. 26 lipca 1953, zm. 23 stycznia 2021) – polska prawnik, profesor nauk prawnych, specjalizująca się w prawie cywilnym, prawie prywatnym międzynarodowym, prawie Unii Europejskiej oraz prawie własności intelektualnej, nauczyciel akademicki Uniwersytetu im. Adama Mickiewicza w Poznaniu.

## Życiorys
Absolwentka prawa na Wydziale Prawa i Administracji Uniwersytetu im. Adama Mickiewicza w Poznaniu. W 1979 ukończyła aplikację sędziowską. Stopień naukowy doktora nauk prawnych otrzymała na podstawie pracy pt. Umowa o dokonanie projektu wynalazczego, za którą otrzymała wyróżnienie w XXX Konkursie „Państwa i Prawa” na najlepszą pracę doktorską (1988). Stopień naukowy doktora habilitowanego nauk prawnych otrzymała w 1995 na podstawie oceny dorobku naukowego i rozprawy pt. Prawnoautorska i patentowa ochrona programów komputerowych. Tytuł naukowy profesora nauk prawnych został jej nadany w 2014 roku.
Przez całą karierę związana była z macierzystym wydziałem, gdzie kolejno pracowała na stanowisku adiunkta (1987), a następnie profesora nadzwyczajnego (1996). Odbyła liczne zagraniczne staże naukowe, między innymi w Instytucie T.M.C. Assera w Hadze (1991, 1992), Haskiej Akademii Prawa Międzynarodowego (1990) oraz Instytucie Maxa Plancka w Monachium (1990, 1991). Od 2015 pracowała na stanowisku profesora zwyczajnego w Katedrze Prawa Europejskiego WPiA UAM, gdzie od 2012 była także kierownikiem. 
Członkini Komitetu Biotechnologii Polskiej Akademii Nauk, Zespołu do spraw Dobrych Praktyk Akademickich przy Ministerstwie Nauki i Szkolnictwa Wyższego oraz Akademickiego Klubu Obywatelskiego im. Prezydenta Lecha Kaczyńskiego w Poznaniu. Zasiadała w radach szeregu czasopism prawniczych, m.in. „Forum Prawniczego” i „Prac z Prawa Własności Intelektualnej”.
Laureatka nagród rektora UAM oraz dziekana Wydziału Prawa i Administracji UAM za działalność naukową i organizacyjną, nagrody zespołowej Ministra Edukacji Narodowej i Sportu za współautorstwo książki „Prawo handlowe. Spółki handlowe. Umowy gospodarcze” (2003) oraz medalu Światowej Organizacji Własności Intelektualnej (2012). Odznaczona Złotym Krzyżem Zasługi (2003) przez prezydenta Aleksandra Kwaśniewskiego, a także odznaką honorową „Za Zasługi dla Wynalazczości” (2005).
Pochowana na Cmentarzu Parafialnym w Przeźmierowie.

## Wybrane publikacje
- Umowa o dokonanie projektu wynalazczego, wyd. 1989, ISBN 83-232-0185-4
- Prawnoautorska i patentowa ochrona programów komputerowych (współautorka, pod red. Urszuli Promińskiej), wyd. 1995, ISBN 83-85148-26-4
- Reguły konkurencji a porozumienia kooperacyjne (wraz z M. Kępińskim), wyd. 195, ISBN 83-85409-61-0
- Prawo własności przemysłowej, wyd. 2004, ISBN 83-7251-412-7
- ponadto glosy do orzeczeń sądów, rozdziały w pracach zbiorowych oraz artykuły publikowane w czasopismach prawniczych, m.in. w „Ruchu Prawniczym, Ekonomicznym i Socjologicznym” oraz „Państwie i Prawie”[2]